# Macna
Macna is een geslacht van vlinders van de familie snuitmotten (Pyralidae), uit de onderfamilie Chrysauginae.

## Soorten
- M. atrirufalis Hampson, 1897
- M. camiguina Sauber, 1902
- M. coelocrossa (Turner, 1911)
- M. darabitalis (Snellen, 1895)
- M. hampsoni (de Niceville, 1896)
- M. ignebasalis Hampson, 1897
- M. leitimorensis Pagenstecher, 1884
- M. metaxanthalis (Hampson, 1916)
- M. minanga Sauber, 1902
- M. oppositalis (Walker, 1866)
- M. platychloralis Walker, 1866
- M. pomalis Walker, 1859
- M. rubra Bethune-Baker, 1908
- M. rufus (Bethune-Baker, 1908)